# Simulium incertum
Simulium incertum es una especie de insecto del género Simulium, familia Simuliidae, orden Diptera.
Fue descrita científicamente por Lutz, 1910.